# مصلى كنسي

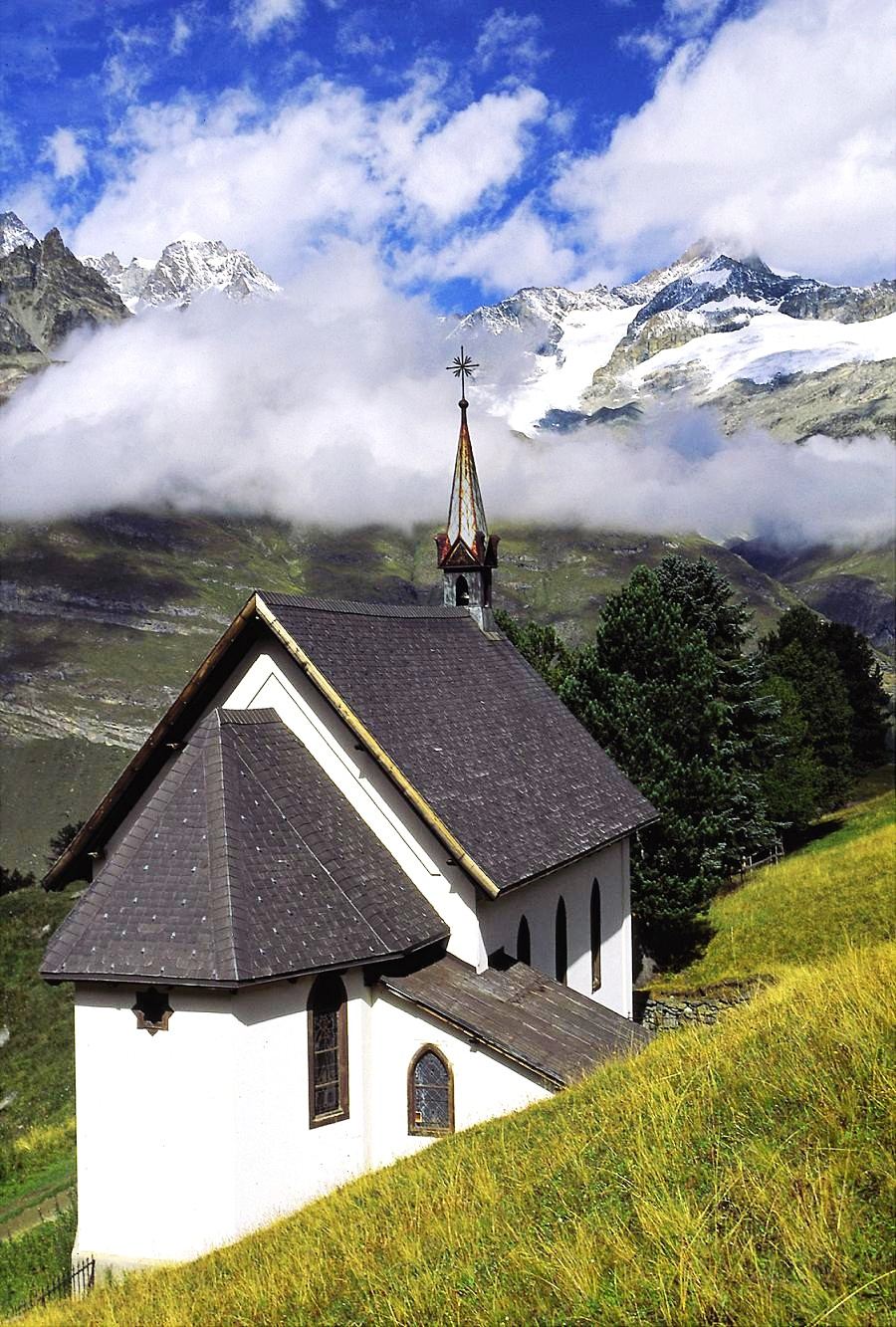
مصلى كنسي جبلي بالقرب من زيرمات في جبال الألب السويسرية.

المصلّى الكنسي أو الكُنَيِّسة أو الكُنَيسة أو البُيَيْعَة هو مكان ديني للتجمع والصلاة والعبادة لدى المسيحيين، وغالباً ما يكون جزءاً من منشأة مدنيّة وفي بعض الأحيان يكون امتداداً لمنشأة دينية وفي أحيانٍ أخرى يكون بناءً مستقلاً بذاته. ثمة مصليات كنسية عامة أي أنها غير مخصصة لطائفة دون أخرى، وغالباً ما يكون هذا النوع من المصليات مرتبطاَ بمنشآت مدنيّة، مستشفى، مطار، جامعة، سجن، قطعة عسكريّة.
حديثا، ً يستخدم مصطلح chapel (مصلّى، مصلّى كنسي) الإنكليزي دون أن يُربط بالدين المسيحي بالضرورة، غير أنه غالباً ما يُستخدم في السياق الديني المسيحي.